# Mouchoir militaire d'instructions

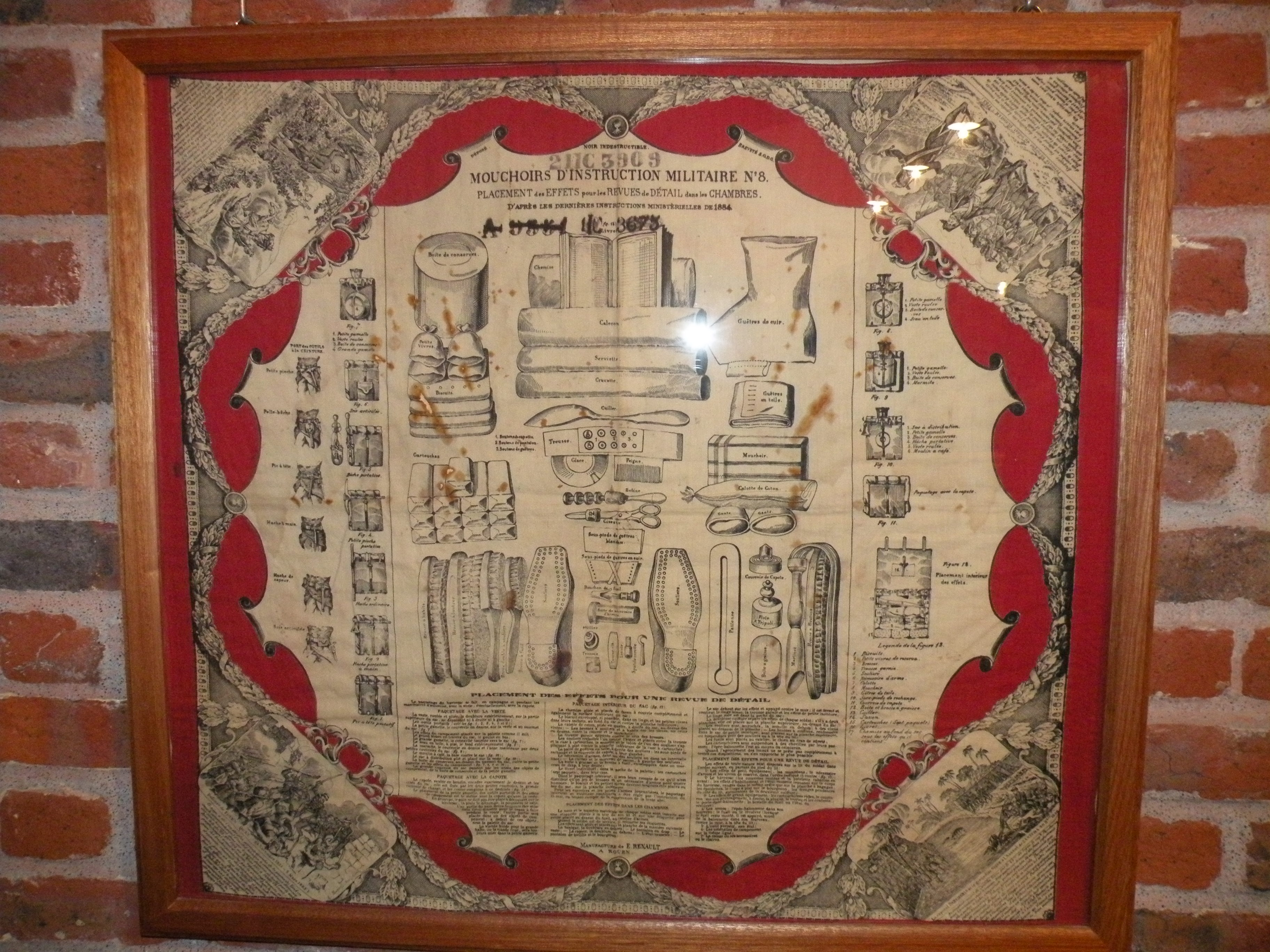
Mouchoir no 8 : Placement des effets.

Le mouchoir militaire d'instructions est un carré de tissu imprimé dans le but de permettre au soldat d’avoir accès aux consignes de base à tout moment.
En 1872, la majorité des soldats engagés à la suite de la loi sur le recrutement sont analphabètes. Afin de revoir les méthodes d’enseignements, le commandant Perrinon de la garnison de Rouen a l’idée d’utiliser le tissu comme support pédagogique et dépose un brevet en 1875.
En plus d’être résistant et léger, le mouchoir peut aussi servir de foulard ou d'attelle pour un membre blessé.

## En France
Le ministère de la Guerre officialise dans une circulaire du 29 novembre 1880  treize modèles d’instructions sur des carrés de coton de 70 cm de côté.
Ils seront supprimés par une circulaire du 2 mars 1909.
- no 1 : Démontage-remontage du fusil Chassepot modèle 1866.
- no 1bis : Démontage-remontage du revolver 1873.
- no 2 : Démontage-remontage du fusil 1874 (Gras).
- no 3 : Cavalerie, instruction sur le cheval.
- no 4 : Démontage-remontage de la carabine de cavalerie 1890.
- no 4bis : Instruction pour le paquetage.
- no 5 : Artillerie de campagne.
- no 6 : Aide-mémoire du réserviste.
- no 7 : Secours aux blessés, hygiène.
- no 8 : Placement des effets.
- no 9 : Fusil 1886 (Lebel).
- no 9bis : Fusil 1886 modifié 1893 (Lebel).
- no 10 : Ponts militaires – Passage des rivières.

Tous les mouchoirs ont une devise identique : “Fais ce que dois, advienne que pourra et tu seras pour tous un bon citoyen, bon soldat et honnête homme”.

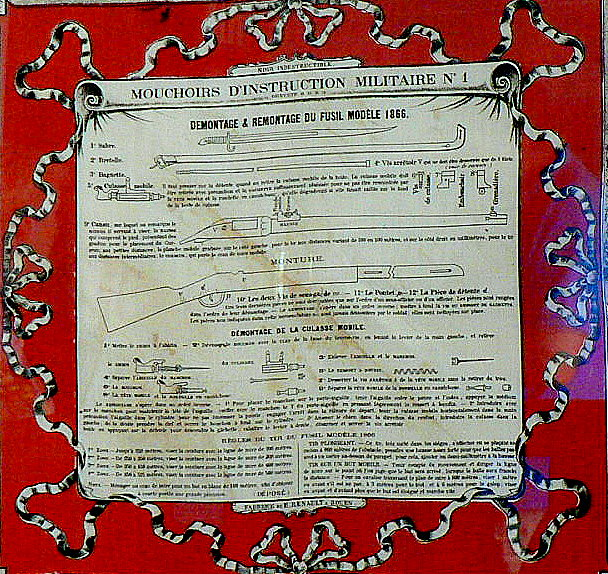
N°1
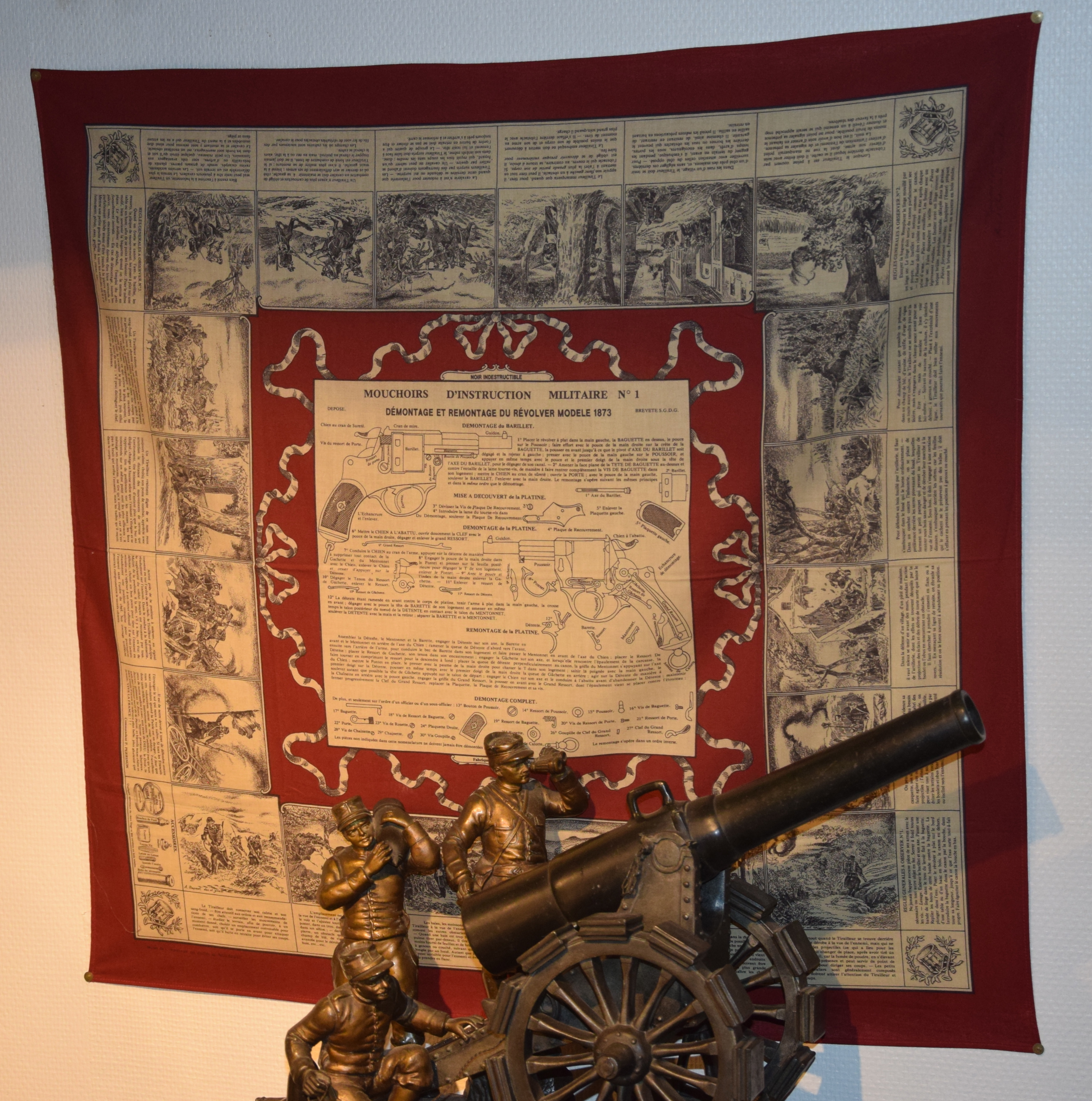
N°1bis
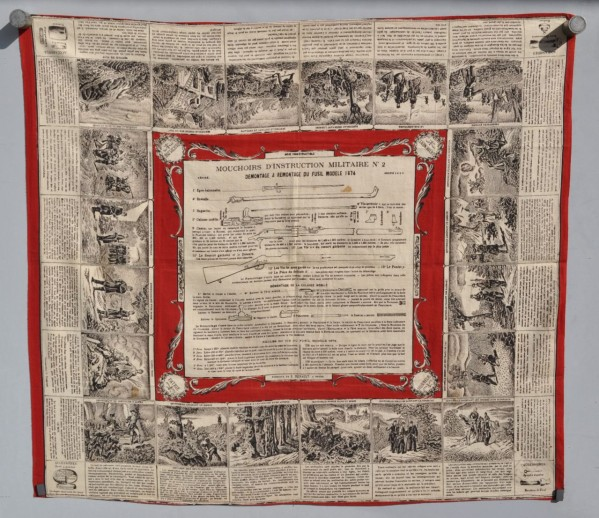
N°2
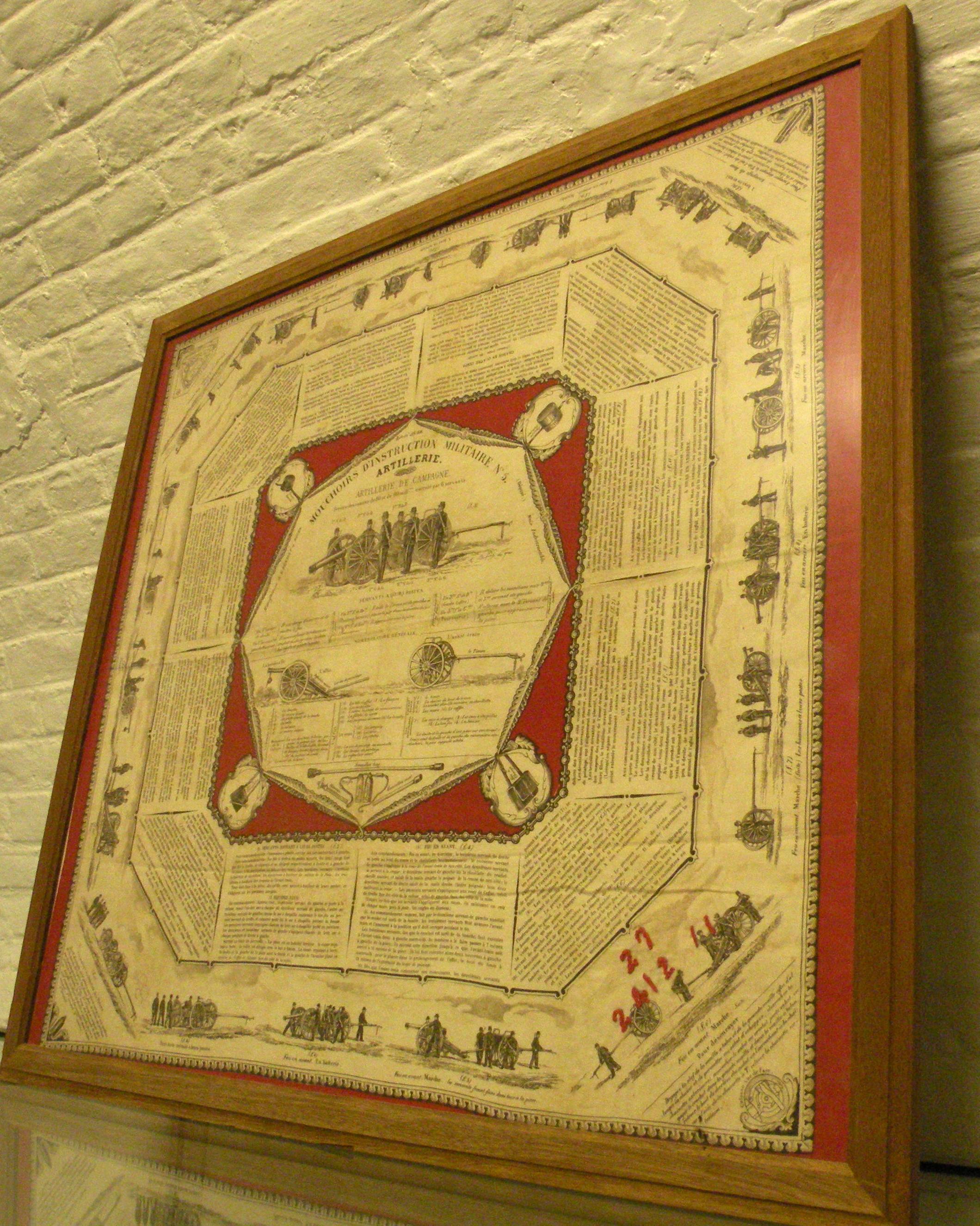
N°5
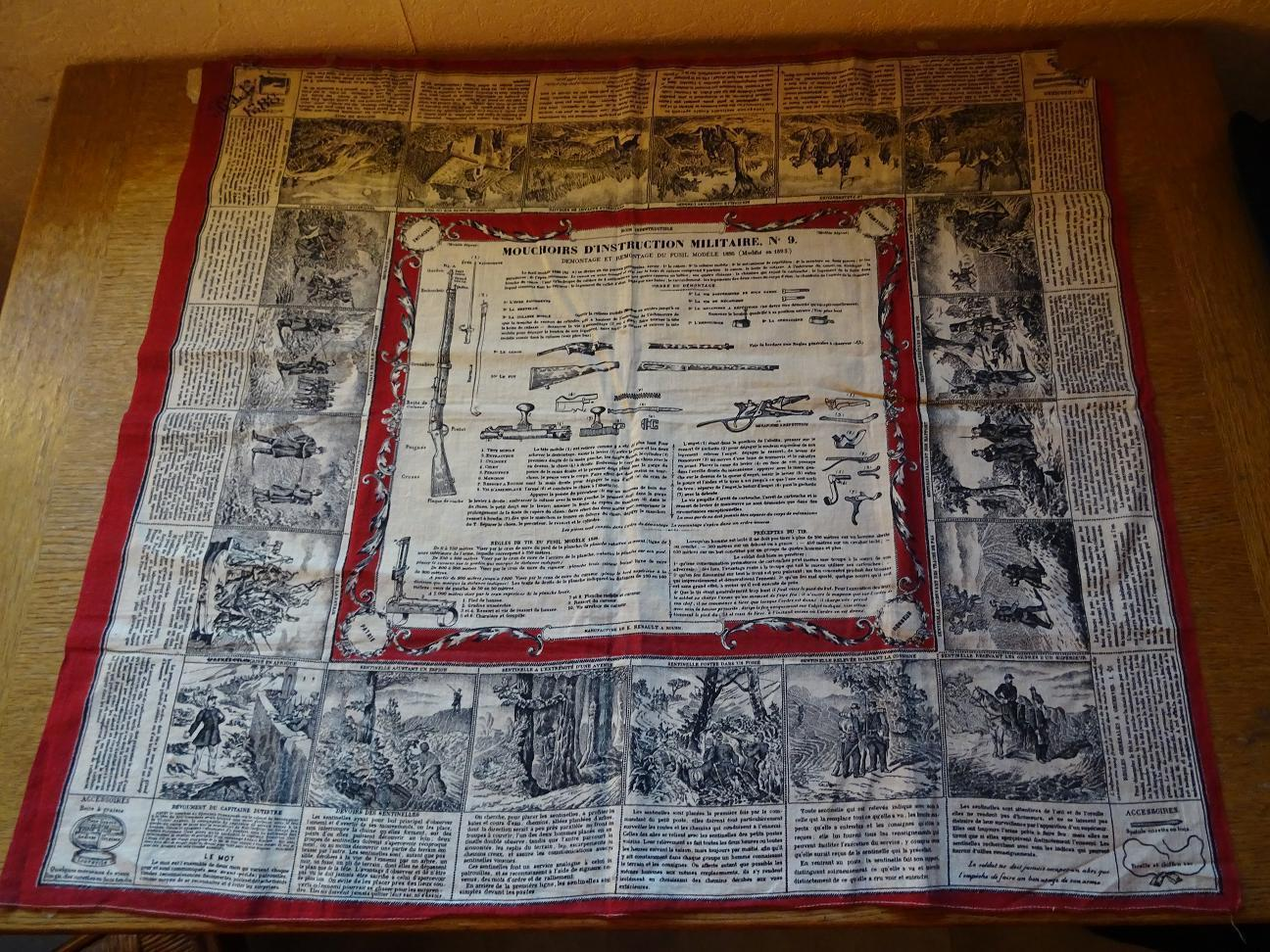
N°9
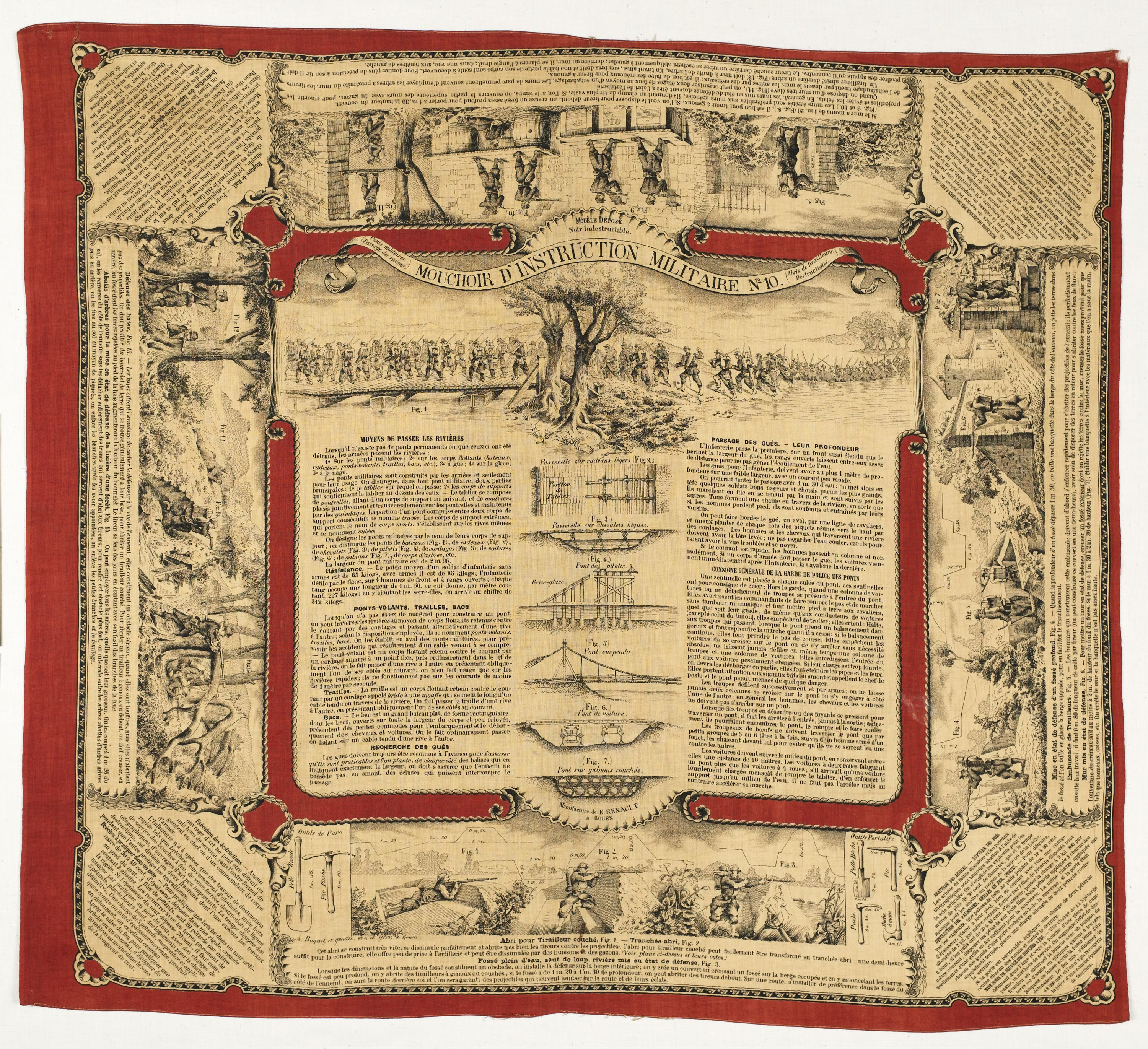
N°10

## Autres pays

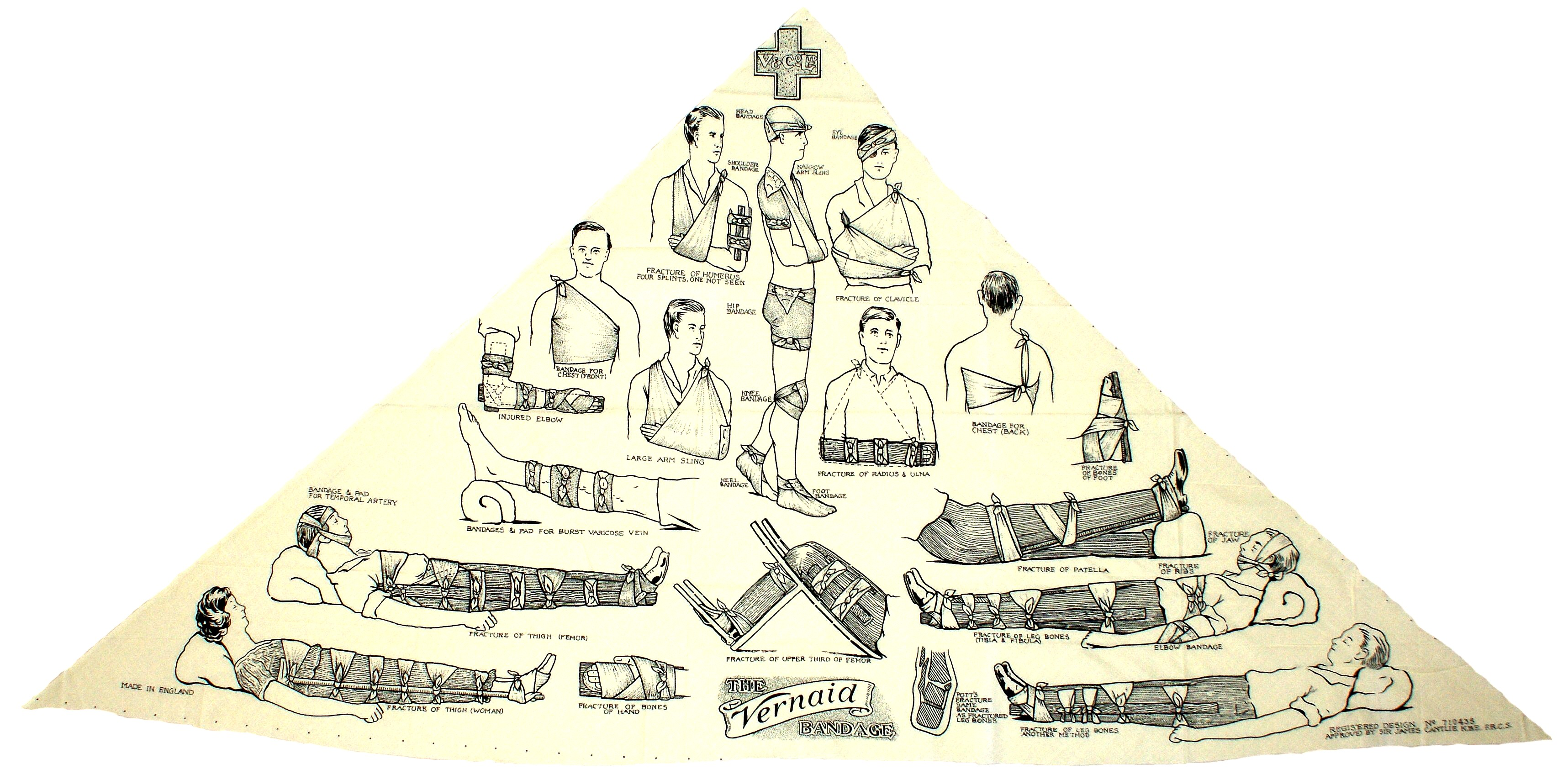
Mouchoirs pour les premiers secours.

Il existe des mouchoirs triangulaires pour une formation rapide aux premiers soins des soldats britanniques et prussiens du XIXe siècle qui peuvent également   servir de pansement.
L'armée américaine a sorti des mouchoirs d’instructions pour la guerre du Golfe.

## Liens
- Article complet sur le mouchoir d'instruction numéro 1bis, consacré au revolver modèle 1873.